# Atalandi
Atalandi (griechisch Αταλάντη (f. sg.), auch Atalanti) ist eine Kleinstadt in der Gemeinde Lokri im Regionalbezirk Fthiotida in der Region Mittelgriechenland. Die Stadt liegt in den Ausläufern des Chlomo-Gebirges. Sie ist das landwirtschaftliche Zentrum der Lokris, 79 km von Lamia und 146 km von Athen entfernt. 2011 wurden 8267 Einwohner gezählt.

## Mythologie
Hauptstadt der alten Lokris war die Stadt Opus. Hesiod und Plutarch überliefern, dass die Stadt ihren Namen von den Opuntiern (Οπούντα) erhielt. Diese waren Söhne des Lokros und Nachfahren von Deukalion und Pyrrha.
Die Opuntier nahmen am Trojanischen Krieg mit 40 Schiffen und 4000 Kriegern teil. Anführer war Aias der Lokrer, Sohn des Oileus und Nachfahre von Odödocus (Οδοίδοκος). Zu den Opuntiern gehörte auch der beste Freund von Achilleus, Patroklos, der Sohn des Menoitios. Als Kind tötete er beim Würfelspielen Kleitonymos, den Sohn des Amphidamas. Sein Vater entzieht ihn der Rache durch die Flucht und bringt ihn nach Phthia zu Peleus, der den Knaben freundlich aufnimmt und als Genossen seines Sohnes erzieht. Später folgt Patroklos seinem Vetter Achilleus nach Troja.

## Gliederung
- Stadtbezirk Atalandi – Δημοτική Κοινότητα Αταλάντης – 5.199

Atalandi (Αταλάντη): 4.978
Agios Vlasios (Άγιος Βλάσιος): 0
Kloster Agion Anargyron (Μονή Αγίων Αναργύρων): 7
Palirrhia (Παλίρροια): 36
Skala (Σκάλα) 178

## Geographie
Die Stadt Atalandi liegt am Berg Rhoda (600 m), einem Ausläufer des Chlomo-Gebirges in Attika. Die Stadt öffnet sich nach Norden in die Ebene der Lokris. Nördlich schließt sich das Ortsgebiet von Dafnousia an. Im Westen grenzt sie an Amfiklia-Elatia, im Südwesten an Livadia und im Süden an Orchomenos, sowie im Osten an das Ortsgebiet von Malesina. Die bewaldeten Ausläufer der Chlomo beherbergen das Karagkiozis-Asprogies (Atalantis) Wildlife Refugee und weiter westlich liegt das Schutzgebiet Traganas-Kyparissi-Kolakas Wildlife Refugee.
Die antike Stadt Opus lag im heutigen Ortsgebiet.

### Die Bucht von Atalandi

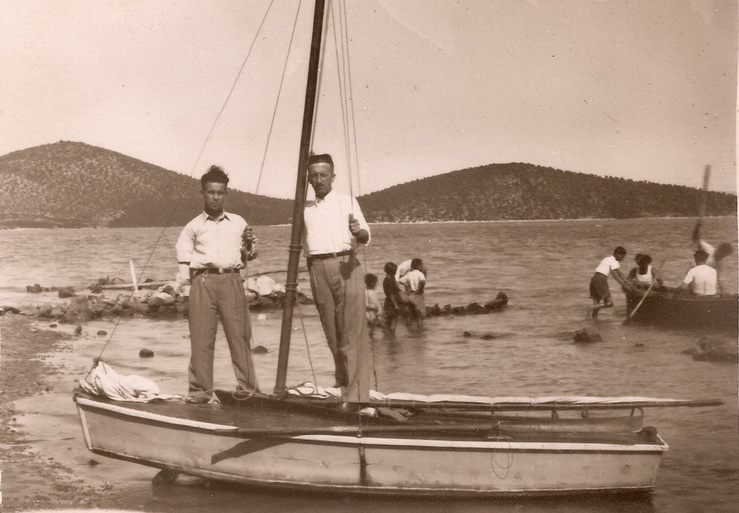
Der Hafen 1945

Sieben Kilometer entfernt von der Stadt Atalandi liegt die gleichnamige Bucht. Sie gehört zum nördlichen Golf von Euböa und erstreckt sich zwischen dem Kap von Arkitsa (gr. Αρκίτσα) im Norden, wo auch ein Leuchtturm steht, und dem Strand von Lokri mit der Landzunge von Theologos (Kap Kerato, gr. Κέρατο). Am westlichen Ufer befindet sich das Dorf Skala, dass den Hafen der Stadt Atalandi darstellt. Drei Inseln bestimmen die Szenerie: Atalantonissi, Gaidaros, und Agios Nikaolaos (gr. Άγιος Νικόλαος). Gegenüber der Insel Gaidaros geht die Bucht in eine Lagune über. Die flachen Gewässer werden zur Fischzucht genutzt.
In der Antike war die Bucht unter dem Namen Opountios (gr. Οπούντιος) oder selten Oitaios kolpos (gr. Οιταίος κόλπος) bekannt.

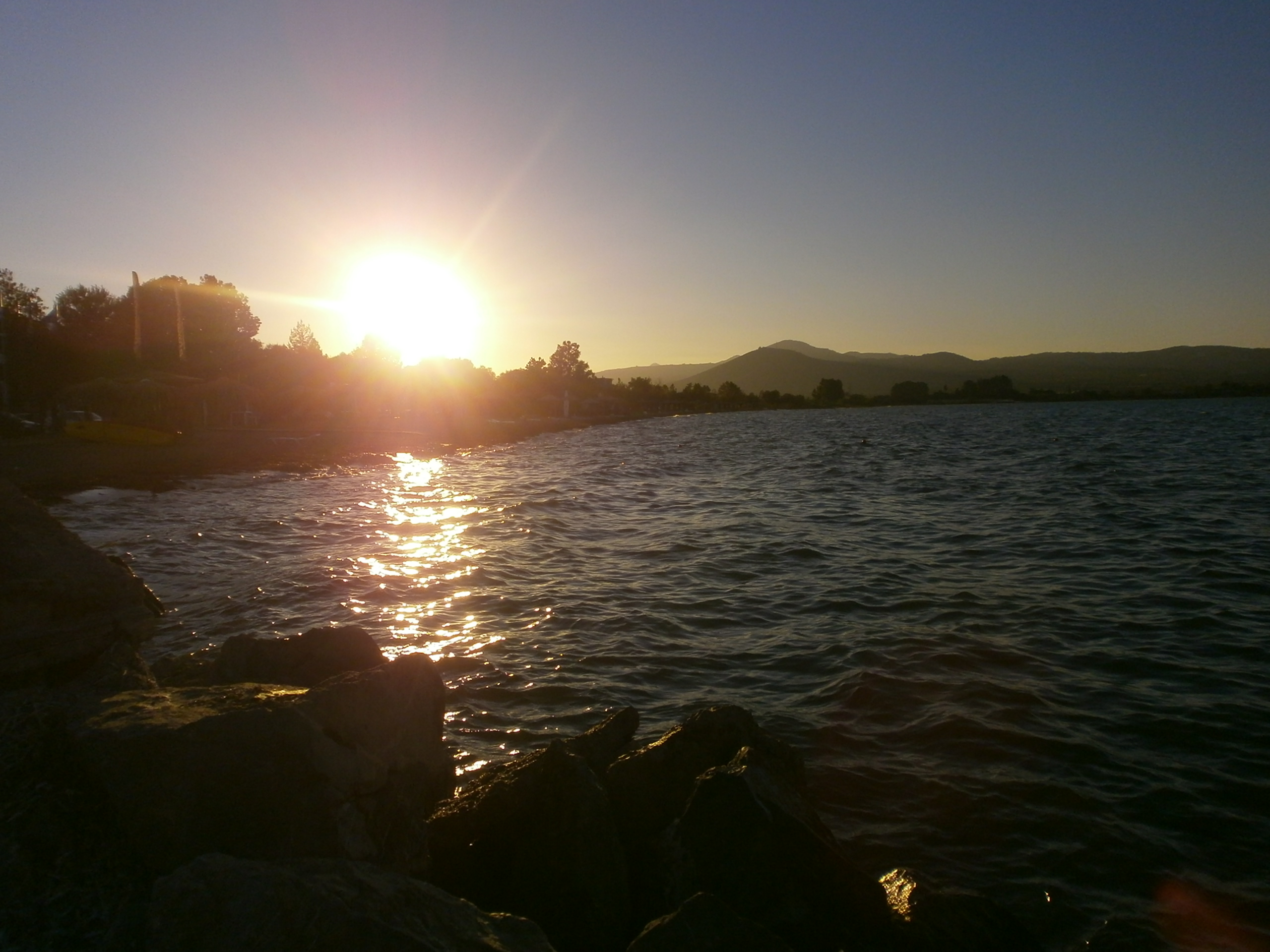
Sonnenuntergang in Skala

### Verkehr
Atalandi liegt am Rande der Lokrischen Ebene und ist durch die Aftokinitodromos 1 (PATHE) mit dem griechischen Autobahnnetz verbunden. Die Autobahn verläuft durch den Ortsteil Skala. Die nächste Nationalstraße ist die Ethniki Odos 3, die etwa 15 km entfernt im Süden der Stadt verläuft. Schifffahrt spielt keine nennenswerte Rolle mehr.

## Wirtschaft
In der Ebene wird viel Weinanbau betrieben. Ein bekanntes Weingut gehört der Familie Hatzimichalis.

## Geschichte

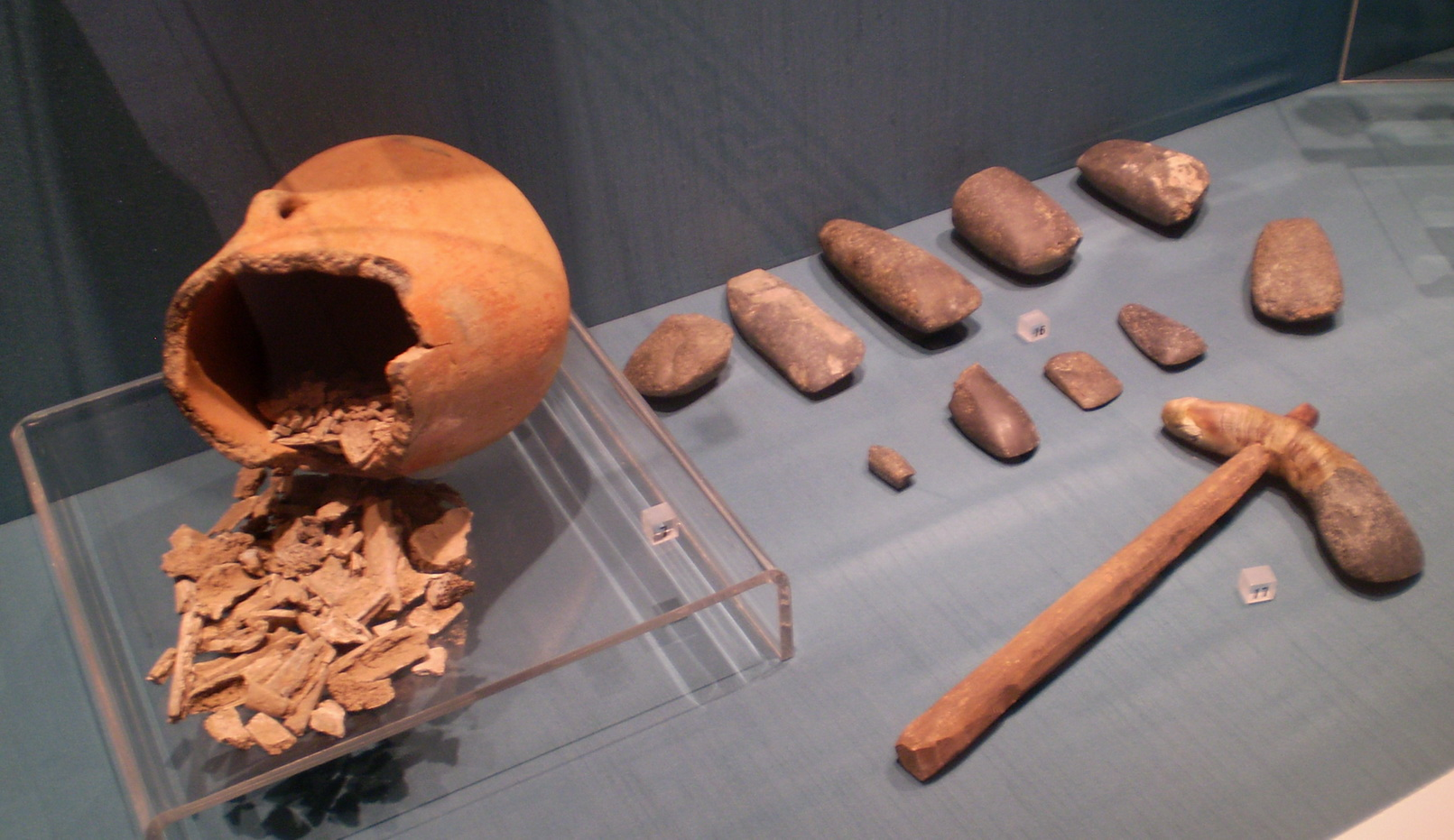
Neolithikum Die drei wesentlichen Gerätetypen und ihre Techniken: Steinschliff, Steinbohrung, Keramik. Archäologisches Museum Atalanti, Griechenland

Hochzeit in Atalandi

### Vorgeschichte
Die frühesten Zeugnisse menschlicher Besiedlung stammen aus dem Neolithikum (7000 v.C – 3200/3100 v.C.). Die ersten Siedlungen entstanden in der Ebene in Richtung des heutigen Skala. Es konnten alle Arten steinzeitlicher Beschäftigungen nachgewiesen werden: Landbau, Viehhaltung sowie Jagd und Fischerei.
Während der Proto-helladischen Periode (Πρωτοελλαδική περίοδο, 3200–2100 v.C.) lässt sich eine Intensivierung des Handels sowohl auf dem Landweg, wie zu Wasser, beobachten. Und es finden sich Keramiken, die stilistischen Einfluss auf die Keramiken anderer Siedlungen sowohl in Epirus als auch auf den Inseln ausübten. Die Gesellschaft zu dieser Zeit war gekennzeichnet durch eine Hierarchische Organisation.
Während der Mittel-helladischen Periode (Μεσοελλαδική περίοδο, 2100–1600 v.C.) kam es zu einem Niedergang der Bevölkerung (möglicherweise durch das Eindringen anderer griechischer Stämme oder die Minoische Eruption). Und es lässt sich eine Zurückentwicklung sowie Hinwendung zum Ackerbau und politische Isolation feststellen.
Höchstwahrscheinlich während der Spät-helladischen Periode (Υστεροελλαδική περίοδο, der Bronzezeit, 1600–1100 v.C.) entstand die Mykenische Stadt Opounta (Οπούντα). Haupterwerb in dieser Zeit waren Fischerei und Ackerbau. Man hat Reste von Getreide, Hülsenfrüchten, Oliven und Wein gefunden.
Während des 11. Jahrhunderts v. C. (Spätmykenische Periode, Υπομυκηναϊκή περίοδος) fand wiederum ein Rückgang von Wirtschaft und Bevölkerung statt, was man sowohl daran erkennen kann, dass alte Siedlungen verlassen wurden, als auch daran, wie neue Gebäude gebaut wurden. Charakteristisch für diese Epoche ist ein starres Festhalten an traditionellen Mustern. Die gefundenen Keramiken beschränken sich auf die notwendigsten Haushaltsgeräte.

### Geometrische Epoche
Zwischen dem 10. und dem 8. Jahrhundert v.C. war die Gesellschaft in Opounta aristokratisch, beziehungsweise oligarchisch aufgebaut. die Hierarchie entsprach dem, was die elementaren Kenntnisse der Gesellschaft dieser Zeit zu Tage brachten. Es handelte sich um eine Gesellschaft mit mehreren Klassen, in der die einzelnen Klassen sich vor allem durch ihre Tätigkeiten unterschieden. In dieser Zeit entwickelte sich wieder ein ausgedehnter Handel zusammen mit der Seefahrt.
Opountas nahm Einflüsse in der Gestaltung auf von Attika, Korinth, Euböa und Thessalien. In dieser Zeit ist massenhafte Produktion von Gefäßen und parallel dazu ein Aufblühen der Metallherstellung zu beobachten, was man aus Waffen und Funden von Goldschmuck schließen kann. Alles spricht für einen gewissen Wohlstand in Opuntia Lokridos.

### Antike
Während der Archaischen Periode (700 – 480 v. Chr.) blieb die Gesellschaftsordnung in Opountia oligarchisch, auch wenn immer wieder politische Aufsteiger auftraten. Möglicherweise könnte man von einer „abgesicherten Demokratie“ sprechen. Einmalig ist auch, dass keine Sklavenhaltung in der Lokris nachweisbar ist. Die Haupterwerbszweige in dieser Zeit waren Ackerbau, Viehzucht, Fischerei und Töpferei, sowie Weinbau.

### Klassische Epoche
In der zweiten „Klassischen Epoche“ (5. Jh. v. C.–323 v. C.) bis zum Peloponnesischen Krieg (431–404 v. Chr.) standen die Lokrer auf der Seite Spartas. Die Athener griffen die küstennahen Städte der Lokrer an und zerstörten sie. 431 v. Chr. befestigten sie die Insel Atalandi mit dem Ziel, die lokrischen Piraten zu kontrollieren und die Strände von Euböa zu sichern. Jedoch zerstörte das Erdbeben von 426 v. Chr. Teile der Mauern und den Brunnen auf der Insel. Auch die antike Stadt Oion wurde wahrscheinlich zu dieser Zeit zerstört, während das nahegelegene Orakel von Abai seine Blütezeit erlebte.

### Hellenistische Zeit

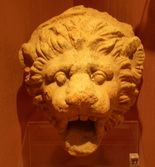
Löwenkopf – Archäologisches Museum von Atalandi

In Hellenistischer Zeit (336/323 v. Chr. bis Mitte des 1. Jh. v. Chr.) zerstörte ein weiteres Erdbeben (300 v. Chr.) Teile von Opounta. 204 v. Chr. beherrschte es der römische Feldherr Gaius Flaminius, jedoch erlangten die Lokrer in den Jahren 197–165 v. Chr. noch einmal ihre Unabhängigkeit. Sie bildeten den „Bund der Lokrer“ (Κοινό των Λοκρών). Jedoch zerstörte das nächste Erdbeben von 106 v. Chr. wieder das neuerbaute Opounta. Das Ende der Hellenistischen Zeit wurde durch den Angriff von Sulla besiegelt, der etwa 87/86 v. Chr. erfolgte. Für den Rest der Epoche blieb Opounta eine bäuerliche Gemeinschaft. Parallel dazu wurde Atalandi das Zentrum des Keramikhandwerks in der Region. Die Invasion von Sulla trieb viele Bewohner von Opounta, ihre Heimat zu verlassen. Die Gebäude blieben während der „Römischen Epoche“ (Ρωμαϊκής περιόδου, 30 v. Chr.–324 n. Chr.) verlassen. Jedoch kam es zu einer Urbanisierung und im Großen und Ganzen konzentrierte sich die Bevölkerung um Kynos und es entwickelten sich die größten Landgüter dieser Epoche. In Atalandi wurden Bäder und Wasserleitungen angelegt.

### Altchristliche Zeit

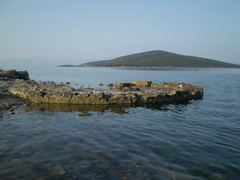
Altchristliche Ruinen bei Paliomagaza

In Altchristlicher Zeit wurde der Bischofssitz von Opountos (Επισκοπή Οπούντος) geschaffen, der der Metropolie von Korinth unterstand. Der Bischof wird in den Akten des Konzils von Ephesos und von Chalcedon erwähnt. In den Jahren 376 und 395–397 erlebte das Gebiet die Angriffe der Goten und Visigoten unter Alarich I. Dieses Ereignis traf die Wirtschaft hart und es lässt sich in vielen Fällen der Verfall von küstennahen Gebäuden beobachten.

### Byzantinische Epoche
565 während der Herrschaft von Justinian I., taucht erstmals der Name Talanti (Ταλάντι) auf. Zwischen dem 7. und dem 10. Jahrhundert finden sich nur spärliche Informationen. Anscheinend fanden im 9. Jahrhundert Invasionen nordafrikanischer (arabischer) Seeräuber und im 10. Jahrhundert eine Invasion von Bulgaren unter Zar Simeon I. statt.
1204 wurde die Herrschaft von Atalandi (gr. Βαρωνία Αταλάντης) gegründet. «Baronia Atalandis wurde als das Lehen des Freiherren Pedro P. Pardines bezeichnet. Dieser erbaute den Turm „Koulia“ in Atalandi (eingestürzt 1957 und seither nur noch als Ortsbezeichnung „Paliopyrgos“ auf dem Hügel oberhalb der Stadt überliefert). Unter fränkischer Herrschaft unterstand diese Baronia Bonifatius I. und dem Herzogtum Athen. Sie war einer der vier bedeutenden Häfen mit dem Sitz in Talanti (Ταλάντι, La Calandri).
Im 13. Jahrhundert erschien Atalandi mit dem fränkischen Namen «Talantum». 1311 fiel das Herzogtum Athen durch die Schlacht von Kopaidas in die Hände der Katalanischen Kompanie. 1319 kam das Herzogtum unter die Herrschaft Siziliens.
1380 starteten „Navarer“ (Ναβαραίοι) einen Eroberungszug gegen die Katalanen von Atalandi. 1385 fiel ganz Fthiotida in die Hände der Serben mit Ausnahme von Atalandi. Den slawischen Einfluss erkennt man noch heute an slawischen Namen, wie bei dem Hausberg von Atalandi, dem Chlomo. 1388 wurde das Gebiet wiederum von Florentinern, angeführt von der Familie Acciaiuoli eingenommen. Damit endete die Herrschaft der Katalanen. 1393 wurde das Bistum von Talantion (Επισκοπή Ταλαντίου) mit Sitz in Talanti (Αταλάντη) begründet. Im selben Jahr begannen die Invasionen des Osmanischen Reichs. Die Auflösung des Herzogtums Athen durch die Osmanen im Jahr 1458 führte zur endgültigen Unterwerfung von Atalandi und der ganzen Lokris.

### Osmanische Zeit
Ab 1466 ist eine Nachigies Talantas (ναχιγιές Ταλάντας, osmanische Verwaltungseinheit) verzeichnet und seit 1470 gehörte das Gebiet zum Sandschak Evripos (Ευρίπου, türk: Εγριμπόζ). Laut den Aufzeichnungen von 1466 existierten in Atalanti 248 Einwohner, 18 Unverheiratete und 22 Witwen, die alle dem Christentum angehörten. 1506 war der Ort um 200 Personen gewachsen. Sie bezahlten 33.541 Akçe an Steuern. Die Einwohner von Atalanti zahlten weder Haraç (χαράτσι – Grundsteuer), Spentza (σπέντζα) noch andere Steuern in Geldmitteln, jedoch wurden die Kinder durch die Knabenlese (παιδομάζωμα, devşirme) entführt. Ohne Abgaben durften die Atalanter die Meerenge bewachen und im Fall eines Piratenangriffs oder eines anderen feindlichen Angriffs stellten sie 7 bewaffnete Pferde zur Verfügung. Diese Privilegien behielt Atalandi bis 1571. Zugleich verzeichnet das Register im gleichen Jahr 622 christliche Familien und 77 Osmanen, womit es zur größten Stadt der ganzen Lokris angewachsen war mit etwa 3000 Einwohnern. Das erklärt auch die Erhöhung zur Kaza, die für die folgenden Jahrhunderte die ganzen umliegenden Orte umfasste.
1688, während des Krieges von Morea verwalteten der Gesandte Kourmas (Κούρμας) und der Bischof Salonon Filotheos (Σαλώνων Φιλόθεος, επίσκοπος Αμφίσσης Φιλόθεος) das Gebiet vorläufig und konnten die Türken vertreiben. Im selben Jahr wütete jedoch eine Seuche in Atalandi und die Türken übernahmen wieder die Macht. Viele Familien – flohen in der Zeit zwischen 1691 und 1697 in das von Venedig kontrollierte Gebiet des Peloponnes aus Furcht vor der Rückkehr der türkischen Herrscher. Über die Zeit des 18. und den Anfang des 19. Jahrhunderts ist für Atalandi nur wenig bekannt.

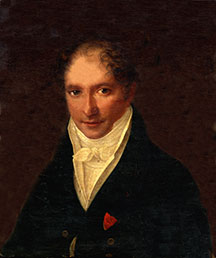
François Pouqueville

Einer von denen, die Atalandi in dieser Zeit besucht haben, war William Martin Leake (Ουίλιαμ Μάρτιν Ληκ) 1805. Er schreibt:

„Die Stadt umfasst 300 Häuser, wovon ein drittel von Türken bewohnt wird. Einige Häuser von Atalandi sind groß und von einem Garten umgeben, die aus der Entfernung sehr schön aussehen. Aber die meisten sind verlassen und liegen in Ruinen, zum Teil aufgrund der Seuche, die vor einigen Jahren ganze Familien ausgelöscht hat. Der Herrscher ist Isset Bey, ein Sohn von Kapicilar Kahyasi von Ali Pasha. Das griechische Viertel ist von dem türkischen Viertel getrennt. Der Bischof von Atalandi, der dem Bischof von Athen untersteht, ist Oberhaupt der griechischen Gemeinschaft. Er hat ein stattliches Haus mit einem Garten mit Orangen-, Zitronen- und anderen Obstbäumen. Ein Garten, und das trotz seiner Wildheit, ist der beste Ort hier, etwas außergewöhnliches in dem Gebiet. Das Tal ist sehr fruchtbar, aber nicht kultiviert, weil die Menschen fehlen. In den Niederungen, in der Nähe des Meeres wächst Mais, exzellenter Weizen, Weintrauben, aus denen ganz passabler Wein hergestellt wird, und einige Oliven hervorragend. Das durchschnittliche Einkommen hier ist dasselbe, wie dasjenige in Athen oder Livadia. Das Verwaltungsgebiet umfasst dreißig bis vierzig Dörfer, die meistens sehr klein sind und selten voll bevölkert, denn die meisten Anwohner wandern ab in die Gebiete um Livadia und Athen, seit Ali Pasha das Gebiet unterworfen hat. Die Einkommen liegen nun in der Hand des Veli, der sich darum bemüht, Auswanderer zurückzubringen, indem er Steuererleichterungen verspricht.“

Ein anderer Diplomat, der Franzose François Pouqueville (1806–1816) berichtete: «Atalanti ist erbaut auf den Ausläufern des Chlomo, sie verfügt über einen Voevoden und einen Kadi. Zwei Moscheen und eine Kirche sind die einzigen sehenswerten Gebäude. Die Bedeutung der Stadt liegt darin, dass einundzwanzig Dörfer von ihr abhängig sind.»
Nach anderen Quellen, lebten um 1800 in Talanti etwa 200 osmanische Familien in einer eigenen Siedlung (gr.: Τουρκομαχαλά – Tourkomachala) im Westen der Stadt. Dort saß auch der Voivode (Βοεβόδας, Herrscher der Kaza Talantiou), der osmanische Schatzmeister (Χαζναδάρ-Αγάς, Chatznadar-Aga), der Richter (Καδής/Κατής, Kadi) und eine kleine osmanische Besatzung mit etwa 150 Mann. Die wichtigsten griechischen Würdenträger (Προεστός, κοτζαμπάσηδες – Proestos, Kotzabasides, türk. kocabaṣı) waren: Lambros Alexandrou (umbenannt in: Evmolpidis; Λάμπρος Αλεξάνδρου – Ευμολπίδης), Konstandinos Sakellion (Κωνσταντίνος Σακελλίων) und Alexis Michalis (Αλέξης Μιχάλης). 1803 wurde Neofytos Metaxas (Νικόλαος / Νεόφυτος Μεταξάς, Ταλαντίου ο Νεόφυτος), der spätere Bischof von Athen, zum Bischof von Atalandi geweiht. Ab 1810 betreute der osmanische Arzt Hasan Kourtalis (Χασάν Αγάς Κούρταλης) unterschiedslos griechische wie osmanische Patienten.

### Der Aufstand von 1821
1821 flüchteten Bewohner aus Sykia, die in Chalkidiki an einem Aufstand gegen die Osmanen beteiligt waren nach Atalanti. Wenig später belagerte der Partisanenführer Andonis Kondosopoulos (Αντώνης Κοντοσόπουλος, auch: Gerandonos – Γεράντωνος) mit ca. 1000 bewaffneten Lokrern Atalandi und am 31. März 1821 befreite er die Stadt mit Unterstützung von Athanasios Diakos und Lampros Eleftherios (Λάμπρου Ελευθερίου), dem Ortsvorsteher von Atalandi und den anderen Einwohnern. Im April führten sie das Siegel des freien Talanti vom April 1821 (ΣΦΡΑΓΙΣ ΕΛΕΥΘΕΡΙΑΣ ΤΑΛΑΝΤΙ 1821 ΑΠΡΙΛΙΟΥ) ein.
Im Winter desselben Jahres nahm ein durchziehendes osmanisches Heer unter Omer Vrioni (Ομέρ Βρυώνης) und Mehmet Kiosses (Κιοσέ Μεχμέτ) die Einwohner gefangen und verbrannte alle Häuser. Diejenigen, die flüchten konnten, fanden Zuflucht auf Atalandonissi. Im folgenden Jahr wurde Atalandi erneut von osmanischen Truppen verwüstet und die Pest wütete in der Stadt.

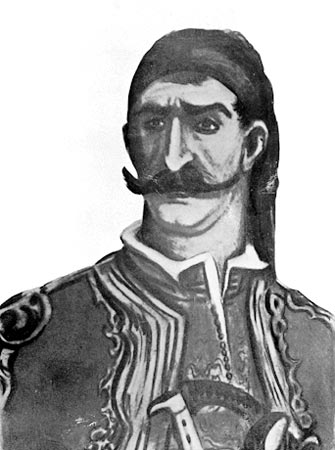
Tasos Karatassos (Τάσος Καρατάσσος)

In der Zweiten Nationalversammlung (Β' Εθνοσυνέλευση Άστρους) in Astros (Άστρος Κυνουρίας) von 1823 nahmen Bischof Neofytos und der Anwalt Lampros Alexandou (Λάμπρος Αλεξάνδρου) teil. Als Provinzgouverneur wurde Ioannis Filon (Ιωάννης Φίλων) eingesetzt. 1824 nahm die osmanische Flotte Atalandonissi ein, zerstörte die Anlagen dort und tötete und versklavte diejenigen, die dort Zuflucht gesucht hatten.
Vom 5. bis 9. November fand die Schlacht von Atalandi statt. Anastasios Karatasos (Αναστάσιος Καρατάσος), Angelis Gatsos (Αγγελής Γάτσος) und der Philhellene Olivier Voutier (Ολιβιέ Βουτιέ) führten 1500 Thessalomakedonische Krieger an. Sie wurden von Mustafa Bey (Μουσταφάμπεης) überrascht, der von Livadia her mit etwa tausend Männern zu Fuß und zu Pferd angriff. Nach einer heißen Schlacht mussten sich die Griechen zurückziehen, nachdem sie 42 Männer verloren hatten. Nach anderen Ansichten wurden Gatsos und Karatassos vom regierenden Ioannis Kolettis (Ιωάννης Κωλέττης) aufgefordert, sich nach Atalantonissi zurückzuziehen und von dort nach Atalandi vorzurücken. Dies wurde jedoch nicht in die Tat umgesetzt, weil die beiden Heerführer Meinungsverschiedenheiten hatten. Eine andere Meinung wird von Efstathios Kaklamanos (Ευστ. Ελ. Κακλαμάνος) vertreten, der die Meinungsverschiedenheiten zwischen Gatsos und Karatasos zugibt. Nach dieser Rekonstruktion führte Gatsos allein seine Männer nach Talandi. Voutier nahm eine Position auf dem Hügel Prophitis Ilias (Προφήτη Ηλία) mit 200 Männern, die er rekrutiert hatte, ein. Nur Karatasos blieb mit seinen Männern auf den Schiffen. In der Abteilung von Gatsos, die durch dieses Missverständnis gerettet wurden, kämpften Tsamis Karatasos (Τσάμης Καρατάσος, der Sohn des Generals) und Apostolos Vasiliou (Απόστολος Βασιλείου, Αποστολάρας) mit ihren Männern.
In Atalandi wurden Pulvermagazine errichtet, die lebenswichtig für den türkischen Nachschub waren. Sie wurden mit einer Wache von 200 Mann besetzt.
1826 unternahm Georgios Karaïskakis (Γεώργιος Καραϊσκάκης) den gescheiterten Versuch, diese Pulvermagazine zu sprengen. Im folgenden Jahr versetzte Karaïskakis eine Abteilung mit seinen Männern nach Atalandi unter Spyros Xydi (Σπύρος Ξύδη). Ein weiterer Versuch 1827 von Ioannis Kolettis Atalandi zu befreien, scheiterte ebenfalls. Letztlich gelang die Befreiung erst am 6. November 1828. Mitros Liakopoulos (Μήτρος Λιακόπουλος) aus Kato Milia (Κάτω Μηλιά), Pieria nahm die Stadt in einem Überraschungsangriff.

### Nach der Befreiung

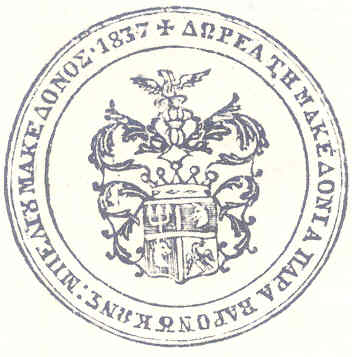
Abdruck des Siegels, das Konstandinos Bellios (Κωνσταντίνος Βέλλιος) gespendet hatte im Buch der Griechischen Nationalbibliothek. Ursprünglich war er ehrenhalber nach Atalandi versetzt worden, weil dort Makedonische Mitbürger angesiedelt wurden, die im Aufstand geholfen hatten, Griechenland zu befreien.

1831 wurden verschiedene Institutionen eingerichtet, darunter die Volksschule (erster Lehrer war Dimitrios Manasidis (Δ. Μανασίδης) von Samos), Friedensgericht, Notariat, Steuerbehörde, Tabakfabrik, Zoll-, Forstamt und Postamt. 1833 wurde die Stadt an die Präfektur Lokris und Fokis angeschlossen. Der erste Präfekt war Ioannis Amvrosidis (Ιωάννη Αμβροσιάδη) und der Distriktspräsident Anagnostis Mostra (Αναγνώστη Μόστρα). Zu gleicher Zeit wurde auch die Diözese Lokris aus den Diözesen Mendenitsa und Talandi (Μενδενίτσα, Ταλαντί) gegründet. Bischof war Agathangelos Myrianthousis (Αγαθάγγελο Μυριανθούση). Im selben Jahr begann man, Mitkämpfer des Aufstandes von 1821 aus Makedonien in Atalandi anzusiedeln.

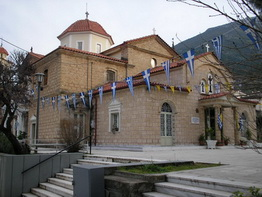
Die Kirche Agion Theodoron in Atalandi

Am 10. Januar 1834 wurde per Gesetz die „Stadt“ Atalandi gegründet mit den umliegenden Orten: Skala (Σκάλα Φθιώτιδας), Skenteraga (Σκεντέραγα – Megaloplatanos, Μεγαπλάτανος Φθιώτιδας), Kyparissi (Κυπαρίσσι Φθιώτιδας), Kyrtoni (Κυρτώνη Φθιώτιδας – Kolaka, Κολάκα), Bogdano (Μπόγδανο), Exarchos (Έξαρχος Φθιώτιδας) und Drousko (Δρούσκο – Drisbei, Δρίσμπεη). Erster Bürgermeister wurde Efstathios Spyridonos (Ευστάθιος Σπυρίδωνος). Im Dezember 1836 kam Konstandinos Vellios (Κωνσταντίνος Βέλλιος / Μπέλιος), ein Wohltäter der Makedonischen Siedler nach Atalandi. Er erwirkte 1837 die Entscheidung, dass auf königlichen Befehl hin die Stadt Pella (Πέλλη Αταλάντης) für die makedonischen Siedler eingerichtet wurde und in der Folge das Wasser der Quelle «Pazari» (Παζάρι) ausschließlich ihnen zur Verfügung stand. 1843 wurde eine dreiklassige Schule und 1857 eine Grundschule für Mädchen gegründet. 1855 wurde der Bau der Theodoron-Kathedrale (Μητροπολιτικός Ναός των Αγ. Θεοδώρων) begonnen und 1862 die Metamorfosis-Kirche (Ιερός Ναός της Μεταμορφώσεως του Σωτήρος) fertig gestellt. 1860 wurden 7 Brunnen in Atalandi und Neas Pellis gebaut. 1864 wurde auch die jährliche Messe Emporiki Panigyris begründet, die noch heute vom 6. bis 10. August stattfindet. 1871 wurde mit dem Bau der Straße zwischen Atalandi und Skala begonnen, 1873 eine Zweigstelle der National Bank of Greece eingerichtet. Im Aufstand von Litochoro (Επανάσταση του Λιτοχώρου / του Ολύμπου) von 1878 kämpften Freiwillige aus Nea Pella unter Kosmas Doubiotis (Κοσμάς Δουμπιώτης). 1885 erhielt die Stadt Petroleumbeleuchtung und eine Wasserversorgung. Das Erdbeben von 1894 verursachte große Schäden. 255 Menschen starben und 3783 Häuser wurden beschädigt. Zu dieser Zeit erlebte auch der Seidenbau seine Blütezeit in der Region. 1895 schließlich wurde der Lokrische Gymnastik-Verein von Atalandi gegründet, einer der ältesten Sportvereine des Landes und Mitbegründer des Dachverbands Hellenic Amateur Athletic Association.

### 20. Jahrhundert
1912 wurden die Städte Atalandi und Nea Pella aufgelöst und als Verwaltungseinheiten zusammengeführt. 1913 gab es einen erneuten Zustrom von Flüchtlingen, als Griechen aus Thrakien vertrieben wurden. Nach Atalandi kam eine Gruppe mit Flüchtlingen aus dem Plavos (Πλαβος). 1918 wütete die Grippe. Die Bürger von Atalandi flehten bei den Heiligen Anargyri (Kosmas und Damian) um Heilung und brachten daraufhin am 12. November eine Ikone aus dem gleichnamigen Kloster in die Stadt. 63 Einwohner starben in den folgenden Kriegen. Während der Kleinasiatischen Katastrophe, 1922, kamen 218 Flüchtlinge in das Viertel Synikismos. 1926 wurde eine Hilfsverein gegründet, um die neu angekommenen zu unterstützen und 1931 wurde ein Gebiet von 3 ha zur Bearbeitung zur Verfügung gestellt. 1975 entstand ein Kulturverein I Agia Sophia um das kulturelle Erbe zu bewahren. 1923 entstand der Handelsverein, und 1927 wurde die „Bäuerliche Kooperative“ und die „Mandolinata“ gegründet.
1928 gründeten Sportler den Sportverein „Aias der Lokrer“; (Leichtathletik und Fußball), und die Naturschutzorganisation „I melissa (Biene)“ begann den Berg Rhoda (Ρόδα) aufzuforsten. Zu gleicher Zeit wurde ein Elektrizitätswerk errichtet. 1931 wurde der „Verein der Makedonen von Nea Pella – Megas Alexandros“ und der Fußballverein „Olympiakos Atalandis“ (Ολυμπιακός Αταλάντης) gegründet und der Sportverein „Aias der Lokrer“ organisierte den ersten regionalen Leichtathletikwettbewerb. 1932 wurde das Schulgebäude errichtet und 1933 eine Pfadfindergruppe gegründet. Der Musikverein Syllogos Atalantis „Orpheus“ und ein weiterer Sportverein Syllogos „I Enosis“ folgten. 1938 wurde das erste Mal das Chorfestival Chorodia Atalantis (Χορωδία Αταλάντης) gefeiert und 1939 der Landwirtschaftliche Verein Enosi Georgikon Synetairismon Atalantis gegründet. Am 20. April 1941 wurde die Stadt von der deutschen Luftwaffe bombardiert und am 25. April durch das deutsche Heer erobert. Um die Not in den Hungerjahren zu lindern, wurde 1943 das „Weiße Kreuz“ (Atalanteios Levkos Stavros «Αταλάντειος Λευκός Σταυρός») gegründet.
Atalandi wurde durch italienische Truppen besetzt, die die Stadt am 23. März 1943 wieder verließen. Doch die dunkelste Seite der Geschichte wurde am 29. Mai 1943 geschrieben, als italienische Streitkräfte neun Bürger von Atalandi hinrichteten. Mit dem Rückzug der Italiener übernahmen 1944 wieder deutsche Truppen Atalandi.
Seit dem Ende des Krieges siedelten sich immer mehr Bewohner des benachbarten Evritania in Atalandi an, da es in ihrer Heimatregion nur spärliche Existenzgrundlagen gab. Ein Erdbeben am 5. Februar 1966 mit dem Epizentrum in Vracha Evritanias (Βράχα Ευρυτανίας) mit einer Stärke von 6,2 auf der Richterskala richtete bedeutende Schäden an. In der Zeit des Griechischen Bürgerkrieges (1946–1949) standen sich die Bürger in zwei gegnerischen Militärorganisationen gegenüber, dem griechischen Heer und der Demokratischen Armee Griechenlands (ΔΣΕ), acht Einwohner wurden als Mitglieder des Heeres getötet, auf Seiten der DSE gab es eine unbekannte Zahl von Toten. Die nächsten Jahrzehnte waren von erfreulichem Wachstum geprägt. Die Elektrifizierung wurde vorangetrieben und die Wasserversorgung gebaut. Kindergarten (1963) und Stadtbibliothek wurden eingerichtet. 1966 wurde der Kultur- und Erziehungsverein „Proodos“ (Πρόοδος – Fortschritt) gegründet. Während der Zeit der Diktatur (1967–1974) wurden die Vereine wieder verboten und die demokratischen Organe der Stadt geschlossen, die beiden Sportvereine wurden zusammengeführt, das Rathaus, das Gymnasium und Lyzeum, und ein Kindergarten, sowie das Stadion erbaut.
Nach dem Ende der Diktatur kam es wieder zu einem Aufschwung. Das Konstantins Kulturzentrum von Atalandi, sowie die Technische Hochschule (Τεχνικό επαγγελματικό Λύκειο, 1979) wurden errichtet. Auch einige Vereine entstanden neu, so der Sportverein Lokros Athletikos Orivatikos Syndesmos, der Wassersportverein Nautikos Omilos Atalandis, die Gesellschaft für Geschichtsforschung und Folklore und der Fußballclub „Atalanti 92“ (Αθλητικός Ποδοσφαιρικός Σύλλογος «Αταλάντη 92»).
1992 ging das erste Mal ein lokaler Radiosender auf Sendung. Durch die politischen Veränderungen in Osteuropa kommen seit den 1990er Jahren auch wieder ausländische Gastarbeiter nach Atalandi. 1998 wurde das Archäologische Museum und das Volkstheater Aianteo anikto Dimotiko Theatro eröffnet. 2010 wurde die Stadt durch das Kallikratis-Programm mit den Gemeinden Malesina, Opountia und Dafnousia zur Gemeinde Lokri vereinigt. Seither ist Atalandi Sitz dieser Gemeinde.

## Archäologische Funde
In der Ebene um das Stadtgebiet von Atalandi hat man zahlreiche archäologische Funde gemacht. Darunter auch Scherben die aus mykenischer Zeit stammen könnten. Siedlungsreste aus dieser Zeit konnten nicht nachgewiesen werden, wobei die Siedlungsbereiche, wie auch die der nachfolgenden Epochen, durch stratigraphische Störungen erkennbar sind. Die Funde der „Mittelhelladischen Epoche“ wurden größtenteils zufällig gefunden. Meist handelt es sich um Scherben. Die Funde der „Nachmykenischen Periode“ stammen überwiegend aus Kammergräbern. Es wurden Kupfernadeln gefunden, die darauf hinweisen, dass die Toten bekleidet bestattet wurden. Diese Nadeln sind zugleich auch der erste Nachweis für die Verarbeitung von Metallen in der Lokris.
Die hauptsächlichen Grabfunde aus der klassischen Periode bestehen aus Tongefäßen, hauptsächlich Wassergefäßen, aber auch Weingefäßen wie Kantharoi.
Aus der Hellenistischen Periode wurden nur wenige Überreste gefunden. Wasserleitungen waren die wichtigsten Funde. Darüber hinaus kamen kleine Götterstatuen, Werkzeuge zur Herstellung von Garn, Fliesen, Keramiken und anderes zum Vorschein. In der römischen Epoche wurden durch die Eroberung durch Sulla (87/86 v. Chr.) viele ältere Artefakte zerstört oder verschleppt. In dieser Zeit verlor die Stadt an Bedeutung, jedoch wurden römische Landgüter (villa rustica) erbaut. Diese Gebäude wurden in der Ebene von Atalandi ausgegraben. Sie bestanden aus mehreren Gebäuden und hatten fast dörflichen Charakter. Sie verfügten über eine Wasserleitung und zwei Brunnen. Auch einige Marmorfragmente sind erhalten. Schließlich hat man auch verschiedene Keramik-Mosaiken in Atalandi entdeckt. Sie stammen aus verschiedenen Gebäuden und datieren zwischen dem 1. Jh. vor und dem 1. Jh. nach Christus. Sie zeigen vor allem geometrische, aber auch Naturmotive.

## Tourismus

### Sehenswürdigkeiten
Theologos (Fthiotida) liegt am Golf von Atalandi. Zusammen mit Malesina und weiteren Stränden bildet es ein beliebtes Touristenziel. An der Küste liegen frühchristliche Ruinen.

Wichtige Monumente sind:
- Die Katakombe des Hl. Athanasios (Η κατακόμβη του Αγίου Αθανασίου) im Zentrum der Stadt. Es handelt sich um eine römische Krypta und es wird erzählt, dass sich dort in osmanischer Zeit eine geheime Schule befunden habe. An der Krypta ist die Kirche des Hl. Athanasios angebaut.
- Das Kirchlein des Seligen Seraphim (Το εκκλησάκι του Οσίου Σεραφείμ), im Wald oberhalb von Atalandi.
- Das Kloster der Avargyron (Το μοναστήρι των Αγίων Αναργύρων), aus dem 17. Jahrhundert in Kyrtoni (Κυρτώνη Φθιώτιδας).
- Die Kapelle des Hl. Johannes von Roda (Το ξωκλήσι του Άι-Γιάννη) auf dem Gipfel des Berges Roda.
- Das Archäologische Museum (Το Αρχαιολογικό Μουσείο Αταλάντης): Das Archäologische Museum wurde 1998 eröffnet und wird von der Stadt Atalandi und der Altertumsbehörde (ΙΔ’ Εφορεία Προϊστορικών και Κλασικών Αρχαιοτήτων) verwaltet. Es ist untergebracht im klassizistischen Gebäude des ehemaligen Gymnasiums und zeigt Ausstellungsstücke von der Urzeit bis hin zu bemerkenswerten Stücken der Gegenwart.
- Die Lagune von Atalandi (Η Λιμνοθαλάσσα Αταλάντης) befindet sich im südlichen Teil des Golfes von Atalandi. Die 10 km² große Lagune ist ein wichtiger Lebensraum für Wasservögel und es gibt auch einige Flamingos.

- Der Badeort Skala Atalndis (Σκάλα Αταλάντης) befindet sich 6 km entfernt am Meer. Er beherbergt zahlreiche Restaurants, Bars und Strandcafés, sowie zwei Kirchlein: Analipsis (Ανάληψης) und Panagias (Παναγίας) und einen kleinen Hafen.

### Kulturelle Aktivitäten
- Karneval (Καρναβάλι)

Seit den 1970ern gibt es diesen Brauch in Atalandi. Der „Karnavali“ leitet die Vorfastenzeit (Περίοδος του Τριωδίου) ein, in der die Vereine der Stadt Tanzfeste für alle Generationen anbieten. Früher maskierten sich die Teilnehmer und besuchten befreundete Familien. Dabei spielten sie das Ratespiel „Wer bin ich“. Der Festumzug besteht aus Vereinsgruppen und Wagen, die aktuelle Ereignisse satirisch darstellen. Schulen, Vereine und freie Gruppen nehmen am Umzug durch die Hauptstraße teil. Am Ende des Umzugs findet auf dem Hauptplatz der Stadt der Tanz um den Gaitanaki (γαϊτανάκι) und die traditionelle Verbrennung des Karnivals statt. Am folgenden Tag, dem „Sauberen Montag“ (Καθαρά Δευτέρα – Kathara Deftera) begeben sich alle Bewohner zum Strand von Skala. Von da an wird die Fastenzeit begangen. Die Stadt Atalandi feiert diesen Tag mit Angeboten von traditionellen Fastengerichten wie Bohnensuppe (Fasolada – φασολάδα), Halva und Wein und es werden Wettbewerbe im Drachensteigen veranstaltet.
- Weinfest (Iorti tou Krasinou – γιορτή του κρασιού)

Das Weinfest in Atalandi gibt es seit 1996. Es wird von der Gemeinde im Herbst ausgerichtet. Das Gebiet ist bekannt für seinen Weinbau, zwei Orte sind sogar danach benannt: Kato & Pano Ampelia (Κάτω/Πάνω αμπέλια – Oberer/unterer Weinberg). Auf dem Marktplatz wird bei musikalischen Darbietungen Wein ausgeschenkt,d er von den örtlichen Weinbauern zur Verfügung gestellt wird.
- Sardinenfest (Iorti Sardelas – Γιορτή σαρδέλας)

Im Juli findet in Skala das Sardinenfest statt. Dort werden dann Sardinen, Salat und Wein verteilt und es gibt musikalische Darbietungen.
- Chorfestival von Atalandi (Chorodiako Festival Atalantis – Χορωδιακό Φεστιβάλ Αταλάντης)

Seit 1980 findet das Chorfestival statt. Neben den lokalen Chören „Armonia“ (Αρμονία – Harmonie), „Proodos“ (Πρόοδος – Fortschritt), und dem Chor von Atalandi (Chorodia Atalandis – Χορωδία Ατάλαντης) nehmen auch Chöre aus der weiteren Umgebung teil. Das Festival findet im Juni statt.
- Jahresmesse (Emporopanigyri – Εμποροπανήγυρη)

Am 6. August wird die Verklärung des Herrn (μεταμορφώσεως του Σωτήρος) gefeiert. Ursprünglich ein reiner Viehmarkt handelt es sich heute um einen Jahrmarkt. Die Ursprünge gehen bis ins 18. Jahrhundert zurück. Im Volksmund wird vom „Bazari“ (Παζάρι) gesprochen.

## Personen
- Nikolaos Doubiotis (Νικόλαος Δουμπιώτης, * 1866 in Nea Pella) nahm von 1904 bis 1908 am Makedonischen Krieg (Μακεδονικός Αγώνας) Teil unter dem Pseudonym Kapetan Amyndas (Καπετάν Αμύντας).
- Nikolaos K. Avraam (Νικόλαος Αβραάμ, *1888 in Nea Pella), Justizminister und Minister des Ministeriums für die Handelsflotte.
- Vasilios A. Kokkinos (* 1929 in Ano Pella) Präsident des obersten Gerichts (1990–1996).
- Angelis Gatsos (1771–1839), Militärkommandeur der griechischen Revolution
- Christos L. Ligdis (Λιγδής Λ. Χρήστος), ein Soldat aus Atalandi, der während der türkischen Invasion auf Zypern (20./21. Juli 1974) getötet wurde.
- Ioannis Kolettis (1773–1847), griechischer Politiker.
- Charilaos, Demosthenis und Georgios Konstantinou (Χαρίλαος, Δημοσθένης, Γεώργιος Κωνσταντίνου), Gründer der Athener Tabakfirma Santé.

## Belege
1. ↑  Ergebnisse der Volkszählung 2011 beim Nationalen Statistischen Dienst Griechenlands (ΕΛ.ΣΤΑΤ) (Excel-Dokument, 2,6 MB)
2. ↑  Manthos K. Christophorou (Χριστοφόρου Μάνθος Κ.) 2001. Χρονολόγιο Οπούντος και Αταλάντης 4000 χρόνια – εν τάχει (Chronik von Opountos und Atalandi, 4000 Jahre im Überblick)». Atalandi, 2003. S. 13.
3. ↑  «Στην πόλη της Αταλάντης ξεχωριστά απογράφονται 32 χριστιανικές οικογένειες που ασχολούνταν στις Αλυκή της» – F. Dakoronia (Δακορώνια Φ.), D. Kotoulas (Κωτούλας Δ.), E. Balta (Μπαλτά Ε.), V. Sythiakaki (Συθιακάκη Β.), V. Tolias (Τόλιας Β.) «Λοκρίδα – Ιστορία & Πολιτισμός». (Lokrida – Geschichte und Politik) Κτήμα Χατζημιχάλη., S. 155.
4. ↑  Δακορώνια Φ., Κωτούλας Δ., Μπαλτά Ε. Συθιακάκη Β. Τόλιας Β. «Λοκρίδα – Ιστορία & Πολιτισμός». Εκδόσεις: Κτήμα Χατζημιχάλη. S. 154, 155.
5. ↑  «23 οικογένειες της Αταλάντης και κατόπιν άλλες 111 από τη Λιβαδειά και την Αταλάντη, με πρόσκληση των Ενετών, μετοίκισαν στην Πελοπόννησο». – Χριστοφόρου Μάνθος Κ. 2001. «Χρονολόγιο Οπούντος και Αταλάντης 4000 χρόνια – εν τάχει». Έκδοση Δήμου Αταλάντης. S. 15.
6. ↑  „There are 300 houses in the town, one third of which is Turkish. Some of the houses are big and surrounded by a garden. They seem very pretty from a far distance. But most of them are abandoned and ruined, partly because of a plague that wiped out entire families a few years ago. The ruler is Isset Bey, a son of Kapicilar Kahyasi of Ali Pasha. The Greek neighborhood is separated from the Turkish. The Bishop of Atalanti which comes under the Bishop of Athens is the head of the Greek community and has a sustainable house, with a garden of orange, lemon and other fruit trees. A garden, that despite of its ferocity, is the best place here, something extraordinary in that area. The valley is very fertile, but not cultivated, because of the absence of people. In low parts of the area, towards the sea, corn, excellent wheat, grapes from which they make a tolerable wine and a few olives grow perfectly. The average wage here is the same as that one in Athens and Livadeia. The administrative area includes thirty to forty villages, most of them very small, and not fully inhabitant, since most of their residents migrate to areas of Livadeia and Athens, since Ali Pasha took over the place. Incomes are now in the hands of Veli, who is trying to bring back immigrants, promising tax cuts.“ William Martin Leake, Travels in Northen Greece, vol. II, London 1835, S. 171–172 – Αναφορά στο: Δακορώνια Φ., Κωτούλας Δ., Μπαλτά Ε. Συθιακάκη Β. Τόλιας Β. «Λοκρίδα – Ιστορία & Πολιτισμός». Εκδόσεις: Κτήμα Χατζημιχάλη. S. 184–185.
7. ↑  F. C. H. L. Pouqueville (Φρανσουά Πουκεβίλ), Voyage de la Grèce, Deuxieme edition, Paris, 1826, vol. IV, p. 154. – Αναφορά στο: Δακορώνια Φ., Κωτούλας Δ., Μπαλτά Ε. Συθιακάκη Β. Τόλιας Β. «Λοκρίδα – Ιστορία & Πολιτισμός». Εκδόσεις: Κτήμα Χατζημιχάλη. σελ. 186.
8. ↑  Zwischen den Berichten der beiden Reisenden besteht eine Differenz, weil Leake behauptet, dass die Population von Atalanti abgenommen habe, wegen der Seuche und aufgrund der Misswirtschaft des Velli, während Pouqueville behauptet, dass die Bevölkerung gewachsen sei. Man muss beachten, dass der erste Reisende die Stadt selbst besucht hat, während der zweite sie nur vom Hörensagen kannte. – Dakoronia F. Kotoulas D., Baltas E. Tolias B Sythiakakis B. Locris – History & Culture. Publisher: Hatzimichalis Estate S. 186–187 (griechisch: Δακορώνια Φ., Κωτούλας Δ., Μπαλτά Ε. Συθιακάκη Β. Τόλιας Β. «Λοκρίδα – Ιστορία & Πολιτισμός». Κτήμα Χατζημιχάλη).
9. ↑  Christoforou Manthos (Χριστοφόρου Μάνθος Κ.) 2001. «Χρονολόγιο Οπούντος και Αταλάντης 4000 χρόνια – εν τάχει». Έκδοση Δήμου Αταλάντης. S. 16.
10. ↑  Η Μάχη της Αλαμάνας. Die Schlacht von Alamana. In: San Simera. Abgerufen am 25. Januar 2025 (griechisch).
11. ↑  Ριζόπουλος. Ν. 2005. «Αταλάντη – Περιληπτική Αναδρομή, Μύθος-Ιστορία-Βιώματα-Αναμνήσεις». S. 29.
12. ↑  Efstathios Kaklamanos El.: Atalanti 1800–1828. Thessaloniki: Edition Dioscuri 1980. (Κακλαμάνος Ευστάθιος Ελ.: «Αταλάντη 1800–1828». Θεσσαλονίκη: Εκδόσεις Διόσκουροι). Rizopoulos. N. 2005. Atalanti – Brief Retrospective, Myths-History-Experiences-Memories. S. 29, griechisch.
13. ↑  περιοδ. «ΕΠΟΧΕΣ», τεύχος 17, S. 85, Σεπτεμβριος 1964
14. ↑  Ειρηνοδικείο-Συμβολαιογραφείο
15. ↑  Σχολαρχείο
16. ↑  Δημοτικό Σχολείο Θηλέων
17. ↑  εμπορική πανήγυρης
18. ↑  Manthos K. Christoforou (Χριστοφόρου Μάνθος Κ.) 2001. «Χρονολόγιο Οπούντος και Αταλάντης 4000 χρόνια – εν τάχει». Έκδοση Δήμου Αταλάντης. S. 23.
19. ↑  Λοκρικός Γυμναστικός Σύλλογος Αταλάντης
20. ↑  Σύνδεσμος Ελληνικών Γυμναστικών Αθλητικών Σωματείων, ΣΕΓΑΣ
21. ↑  Συνοικισμός
22. ↑  Προσφυγικός Σύλλογος Αταλάντης και Περιχώρων
23. ↑  Προσφυγικός Σύλλογος Συνοικισμού Αταλάντης «Η ΑΓΙΑ ΣΟΦΙΑ»
24. ↑  Εμπορικός Σύλλογος Αταλάντης
25. ↑  Γεωργικός Πιστωτικός Συνεταιρισμός
26. ↑  Μανδολινάτα
27. ↑  Γυμναστικός Σύλλογος «Αίας ο Λοκρός»
28. ↑  Φιλοδασική Ένωση Αταλάντης «η Μέλισσα»
29. ↑  Σύλλογος οικιστών Μακεδόνων Νέας Πέλλης «Μέγας Αλέξανδρος»
30. ↑  Δημοτικού Σχολείου Αρρένων και Θηλέων
31. ↑  Μουσικός Σύλλογος Αταλάντης «Ορφεύς», 1935
32. ↑  Σύλλογος «Η Ένωσις», 1936
33. ↑  Ένωση Γεωργικών Συνεταιρισμών Αταλάντης
34. ↑  Μπάμπης Τσέλιος – Μετεγκατάσταση κοινότητας Βράχας Ευρυτανίας
35. ↑  Αιάντειος Δημόσια Βιβλιοθήκη Αταλάντης, 1965
36. ↑  Athletikos kai Podosphyirikos Omilos „I Atalandi“ – Αθλητικός και Ποδοσφαιρικός Όμιλος «Η ΑΤΑΛΑΝΤΗ»
37. ↑  Dies war das Geschenk eines nach Amerika ausgewanderten, D. A. Soultanopoulos (Δ. Α. Σουλτανόπουλος) und wurde daher „Soultanopouliou“ (Σουλτανοπούλειον) genannt. – Χριστοφόρου Μάνθος Κ. 2001. «Χρονολόγιο Οπούντος και Αταλάντης 4000 χρόνια – εν τάχει». S. 30.
38. ↑  Κωνσταντίνειο Πνευματικό Κέντρο Αταλάντης, 1976. Demosthenes Konstantinos (Δημοσθένης Κωνσταντίνος) versprach der Stadt 5 Millionen Drachmen für die Errichtung einer Medizinischen Einrichtung (Υγειονομικού Σταθμού) stattdessen. – Χριστοφόρου Μάνθος Κ. 2001. «Χρονολόγιο Οπούντος και Αταλάντης 4000 χρόνια – εν τάχει». S. 30.
39. ↑  Λοκρός Αθλητικός Ορειβατικός Σύνδεσμος, ab 1992 Athletikos Syllogos „Lokros“ – Αθλητικός Σύλλογος «Λοκρός»
40. ↑  Ναυτικός Όμιλος Αταλάντης, 1982
41. ↑  Εταιρεία Ιστορικών και Λαογραφικών Ερευνών Αταλάντης, 1989
42. ↑  Αρχαιολογικό Μουσείο Αταλάντης
43. ↑  Αιάντειο ανοικτό Δημοτικό Θέατρο